# Route 2A (Alberta)
Pour les articles homonymes, voir Route 2A.
La Route 2A est la désignation de six routes alternatives de la route 2 en Alberta. En général, il s'agit des sections originales de la route 2 comme le segment de la Macleod Trail à Calgary. Ils passaient dans les communautés avant que la route à accès limitée ne soit construite à une courte distance du tracé original. Des segments de la route 2A suivent le trajet de l'ancienne Calgary and Edmonton Trail.

## High River – Calgary
La route 2A débute dans la ville de High River et emprunte 12 Avenue SE et Centre Street avant de passer par Aldersyde et d'y croiser la route 7. La route se dirige alors vers l'ouest jusqu'à Okotoks, où elle bifurque vers le nord en empruntant Southridge Drive et Northridge avant de rejoindre la route 2 près de De Winton. En 2003, elle a été prolongée vers le nord en partageant un itinéraire commun avec la route 2 sur trois kilomètres (2 mi) jusqu'à ce que les routes se séparent au sud de Calgary en Deerfoot Trail (route 2) et Macleod Trail (route 2A). La route prend alors fin dans la ville de Calgary à l'intersection avec la route 201 (Stoney Trail). La Macleod Trail continue vers le nord jusqu'au centre-ville de Calgary mais ne porte pas de numéro de route.

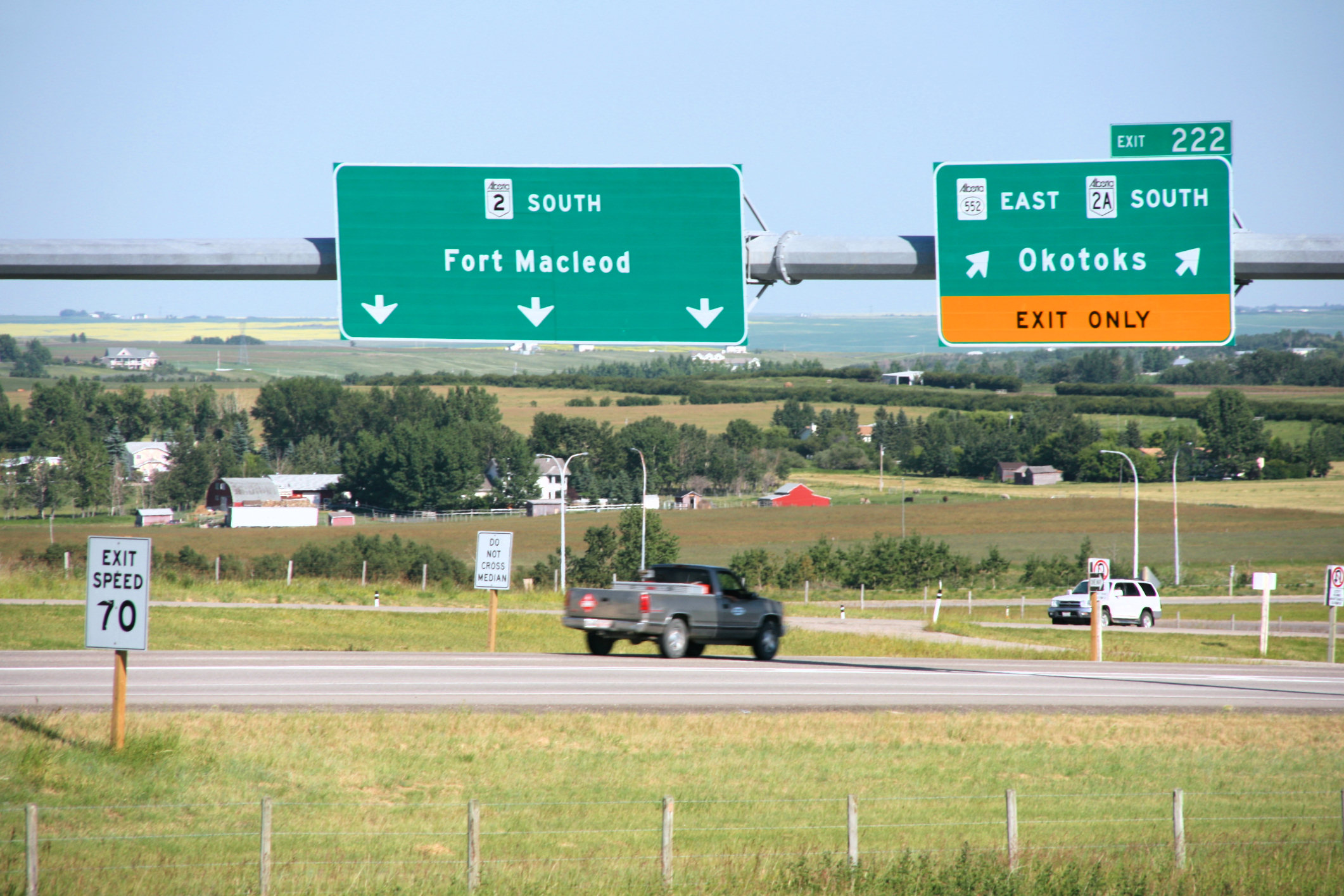
Près de De Winton, la route 2A se sépare vers le su-ouest pour relier Calgary et Okotoks.

### Intersections majeures
| Municipalité rurale / spécialisée                        | Ville                                      | km                                      | Destinations                                                                                              | Notes                                                                      |
| -------------------------------------------------------- | ------------------------------------------ | --------------------------------------- | --- | -------------------------------------------------------------------------- |
| Comté de Foothills                                       | High River                                 | −1,60                                   | Route 23 est – Vulcan                                                                                     | Continue vers l'est                                                        |
| Comté de Foothills                                       | High River                                 | −1,60                                   | Route 2 – Calgary, Fort Macleod, Lethbridge                                                               | Sortie 194 de l'AB-2                                                       |
| Comté de Foothills                                       | High River                                 | 0,00                                    | 10 Street SE                                                                                              | Terminus sud                                                               |
| Comté de Foothills                                       | High River                                 | 1,50                                    | Centre Street / 12 Avenue SE                                                                              | Carrefour giratoire                                                        |
| Comté de Foothills                                       | High River                                 | 2,80                                    | Traverse la Rivière Highwood                                                                              | Traverse la Rivière Highwood                                               |
| Comté de Foothills                                       | High River                                 | 5,10                                    | Route 543 ouest / 498 Avenue E est – Longview                                                             | Terminus est de l'AB-543                                                   |
| Comté de Foothills                                       | Aldersyde                                  | 15,80                                   | Route 7 est vers Route 2 / Route 547 – Mossleigh, Calgary, Fort Macleod                                   | Terminus sud du multiplex avec la route 7; échangeur; sortie 209 de l'AB-2 |
| Comté de Foothills                                       | Okotoks                                    | 21,80                                   | Route 7 ouest – Black Diamond, Turner Valley                                                              | Terminus nord du multiplex avec l'AB-7                                     |
| Comté de Foothills                                       | Okotoks                                    | 21,80                                   | Route 783 sud (Southridge Drive)                                                                          | Terminus nord de l'AB-783                                                  |
| Comté de Foothills                                       | Okotoks                                    | 24,10                                   | Traverse Sheep River                                                                                      | Traverse Sheep River                                                       |
| Comté de Foothills                                       | Okotoks                                    | 24,60                                   | Route 549 ouest (Elizabeth Street) – Millarville                                                          | Terminus est de l'AB-549                                                   |
| Comté de Foothills                                       |                                            | 33,00                                   | Route 552 est                                                                                             | Terminus ouest de l'AB-552                                                 |
| Comté de Foothills                                       | vvv Route 2 sud – Fort Macleod, Lethbridge | 33,00                                   | Terminus sud du multiplex avec l'AB-2; échangeur; sortie 222 de l'AB-2                                    |                                                                            |
| Comté de Foothills                                       | 35,60                                      | Route 2 nord (Deerfoot Trail) – Calgary | Sortie direction nord, entrée direction sud; terminus nord du multiplex avec l'AB-2; sortie 225 de l'AB-2 |                                                                            |
| Limite Comté de Foothills–Calgary                        |                                            | 40,40                                   | Route 552 sud (226 Avenue S) – De Winton, Calgary                                                         | Accès direction sud seulement                                              |
| Ville de Calgary                                         | Ville de Calgary                           | 45,70                                   | Route 201 (Stoney Trail)                                                                                  | Échangeur; sortie 5 de l'AB-201                                            |
| Ville de Calgary                                         | Ville de Calgary                           | 45,70                                   | Macleod Trail – Centre-ville                                                                              | Continue vers le nord                                                      |
| - Terminus de multiplex - Accès incomplet - Ancien tracé |                                            |                                         | |                                                                            |

## Segment central
La route 2A parcourt un trajet adjaçant à la route 2 (Queen Elizabeth II Highway) entre Calgary et Edmonton, bien qu'elle n'entre dans aucune des deux villes. La route 2A est généralement parallèle à la ligne de chemin de fer de la Canadian Pacific Railway reliant Calgary et Edmonton. La route 2A est divisée en deux sous-sections avec un tronçon manquant de 13 km (8 mi) entre Bowden et Innisfail.
La première sous-section de la route 2A débute à la jonction avec la route 2 et la route 72 à la sortie 295 de la route 2. Elle passe par Crossfield, Carstairs et Didsbury avant d'entrer à Olds en empruntant la 46 Avenue. Elle y croise la route 27 (46 Street). La route continue ensuite vers le nord jusqu'à Bowden avant de prendre fin à l'intersection avec la route 587, à l'ouest de la route 2.
La deuxième sous-section débute dans la ville d'Innisfail à l'intersection avec la route 590 (50 Street), tout juste à l'ouest de la sortie 368 de la route 2, sur 42 Avenue. La route continue vers le nord et traverse la ville de Penhold avant d'atteindre Red Deer sur Taylor Drive. La route tourne à l'est sur 19 Street puis vers le nord sur Gaetz Avenue. La route 2A se sépare en deux rues à sens unique dans le centre-ville de Red Deer, la route en direction nord empruntant 49 Avenue et celle en direction sud sur Gaetz Avenue et 51 Avenue. Après avoir traversé la rivière Red Deer, les rues à sens unique se rejoignent et croisent la route 11 (67 Street) et la route 11A, laquelle forme la limite nord de Red Deer. La route continue vers le nord et passe par Blackfalds et Lacombe. Au nord de Lacombe, la route rejoint la route 2 et forme un multiplex avec celle-ci sur 5 km (3 mi) avant qu'elles ne se séparent et que la route 2A prenne la direction nord-est pour passer par Morningside, Ponoka et Maskwacis. La route entre dans la ville de Wetaskiwin sur 56 Street et continue vers le nord jusqu'à Millet, Kavanagh et Leduc, où elle rejoint la route 2.

### Intersections majeures
| Municipalité rurale / spécialisée         | Ville                                 | km                           | Destinations                                                 | Notes                                                       |
| ----------------------------------------- | ------------------------------------- | ---------------------------- | ------------------------------------------------------------ | ----------------------------------------------------------- |
| Comté de Rocky View                       |                                       | 0,00                         | Route 72 est – Beiseker, Drumheller                          | Terminus ouest de l'AB-72                                   |
| Comté de Rocky View                       | Route 2 – Calgary, Red Deer, Edmonton | 0,00                         | Sortie 295 de l'AB-2                                         |                                                             |
| Comté de Rocky View                       | Crossfield                            | 6,40                         | Route 574 ouest – Madden                                     | Terminus est de l'AB-574                                    |
| Comté de Rocky View                       |                                       | 11,30                        | Acme Road (Township Road 292) vers Route 2 – Acme            | Sortie 305 de l'AB-2                                        |
| Comté de Mountain View                    |                                       | 18,90                        | Route 580 ouest – Cremona                                    | Terminus est de l'AB-580                                    |
| Comté de Mountain View                    | Carstairs                             | 22,40                        | Route 581 est (Gough Road)                                   | Terminus ouest de l'AB-581                                  |
| Comté de Mountain View                    | Didsbury                              | 33,80                        | Route 582 – Linden                                           |                                                             |
| Comté de Mountain View                    | Olds                                  | 48,30                        | Route 27 (46 Street) – Sundre, Three Hills                   |                                                             |
| Comté de Red Deer                         |                                       | 62,20                        | Route 2 sud                                                  | Accès depuis AB-2 sud seulement; sortie 353 de l'AB-2 sud   |
| Comté de Red Deer                         | Bowden                                | 66,40                        | Route 587 vers Route 2                                       | Sortie 357 de l'AB-2                                        |
| Segment manquant de 13 km (8 mi)          |                                       |                              |                                                              |                                                             |
| Comté de Red Deer                         | Innisfail                             | 79,00                        | Route 590 (50 Street) vers Route 2 – Big Valley              | Sortie 368 de l'AB-2                                        |
| Comté de Red Deer                         | Penhold                               | 92,70                        | Route 42 est / Route 592 ouest – Pine Lake                   | Terminus ouest de l'AB-42; terminus est de l'AB-592         |
| Comté de Red Deer                         | Springbrook                           | 96,00                        | Airport Drive (Township Road 372) – Aéroport                 | Carrefour giratoire                                         |
| Comté de Red Deer                         |                                       | 102,90                       | Route 2 – Calgary, Edmonton                                  | Sortie 394 de l'AB-2                                        |
| Ville de Red Deer                         | Ville de Red Deer                     | 104,10                       | Route 595 est (19 Street) – Delburne                         | Terminus ouest de l'AB-595                                  |
| Ville de Red Deer                         | Ville de Red Deer                     | 106,10                       | Gaetz Avenue vers Route 2 sud – Calgary                      |                                                             |
| Ville de Red Deer                         | Ville de Red Deer                     | 109,10                       | Traverse la rivière Red Deer                                 | Traverse la rivière Red Deer                                |
| Ville de Red Deer                         | Ville de Red Deer                     | 110,40                       | Route 11 (67 Street) – Rocky Mountain House, Stettler        |                                                             |
| Ville de Red Deer                         | Ville de Red Deer                     | 113,60                       | Route 11A ouest – Sylvan Lake                                | Terminus est de l'AB-11A                                    |
| Comté de Red Deer                         | Pas d'intersections majeures          | Pas d'intersections majeures | Pas d'intersections majeures                                 | Pas d'intersections majeures                                |
| Limite Comté de Red Deer–Comté de Lacombe |                                       | 118,70                       | Traverse la rivière Blindman                                 | Traverse la rivière Blindman                                |
| Comté de Lacombe                          | Blackfalds                            | 120,00                       | Route 597 – Joffre                                           | Carrefour giratoire                                         |
| Ville de Lacombe                          | Ville de Lacombe                      | 132,30                       | Route 12 (50 Avenue) – Bentley, Stettler                     |                                                             |
| Comté de Lacombe                          |                                       | 138,40                       | Route 2 sud – Red Deer, Calgary                              | Terminus sud du multiplex avec l'AB-2; sortie 431 de l'AB-2 |
| Comté de Lacombe                          | 144,00                                | Route 2 nord – Edmonton      | Terminus nord du multiplex avec l'AB-2; sortie 437 de l'AB-2 |                                                             |
| Comté de Lacombe                          | Morningside                           | 146,90                       | Route 604 ouest                                              | Terminus est de l'AB-604                                    |
| Comté de Ponoka                           |                                       | 156,40                       | Traverse la rivière Battle                                   | Traverse la rivière Battle                                  |
| Comté de Ponoka                           | Ponoka                                | 158,20                       | Route 53 – Rimbey, Bashaw                                    |                                                             |
| Samson No 137                             | Maskwacis                             | 177,30                       | Route 611 est – Ferintosh, New Norway                        | Terminus sud du multiplex avec l'AB-611                     |
| Ermineskin No 138                         | Maskwacis                             | 180,10                       | Route 611 ouest                                              | Terminus nord du multiplex avec l'AB-611                    |
| Comté de Wetaskiwin No 10                 | Pas d'intersections majeures          | Pas d'intersections majeures | Pas d'intersections majeures                                 | Pas d'intersections majeures                                |
| Ville de Wetaskiwin                       | Ville de Wetaskiwin                   | 193,50                       | Route 13 ouest (40 Avenue) / Route 613 est – Winfield        | Terminus sud du multiplex avec l'AB-13                      |
| Ville de Wetaskiwin                       | Ville de Wetaskiwin                   | 196,70                       | Route 13 est – Camrose                                       | Terminus nord du multiplex avec l'AB-13                     |
| Comté de Wetaskiwin No 10                 | Millet                                | 209,50                       | Route 616 ouest (45 Avenue) / Township Road 475 – Mulhurst   | Terminus sud du multiplex avec l'AB-616                     |
| Comté de Leduc                            |                                       | 214,50                       | Route 616 est – Armena                                       | Terminus nord du multiplex avec l'AB-616                    |
| Ville de Leduc                            | Ville de Leduc                        | 229,00                       | Route 2 – Edmonton, Red Deer, Calgary                        | Sortie 516 de l'AB-2                                        |
| - Terminus de multiplex - Accès incomplet |                                       |                              |                                                              |                                                             |

## Segment Smith
La route 2A, nommée Route 2A:44 par le Alberta Transportation, débute à la jonction avec la route 2 près de Hondo et relie le hameau de Smith.

### Intersections majeures
| Municipalité rurale / spécialisée | Ville | km    | Destinations                        | Notes                          |
| --------------------------------- | ----- | ----- | ----------------------------------- | ------------------------------ |
| M.D. Lesser Slave River No 124    |       | 0,00  | Route 2 – Slave Lake, Edmonton      |                                |
| M.D. Lesser Slave River No 124    | Hondo | 2,90  | Range Road 11A / Township Raod 703A |                                |
| M.D. Lesser Slave River No 124    | Smith | 14,70 | 1 Avenue S                          |                                |
| M.D. Lesser Slave River No 124    | Smith | 14,70 | Old Smith Highway                   | La route continue vers l'ouest |
|                                   |       |       |                                     |                                |

## Segment High Prairie
La route 2A, nommée Route 2A:54 par le Alberta Transportation, débute à l'intersection avec la route 49 près du hameau de Guy et prend fin à la jonction avec la route 2 dans la localité de Triangle, 15 km (9 mi) à l'ouest de High Prairie. Avant 1990, ce segment était le tracé de la route 2 mais il a été renuméroté en même temps que la route 34 est devenue la route 43 (actuelle route 49) au nord de Valleyview,.
Ce segment de la route 2A est considéré comme une route alternative de la Northern Woods and Water Route.

### Intersections majeures
| Municipalité rurale / spécialisée | Ville | km                           | Destinations                               | Notes |
| --------------------------------- | ----- | ---------------------------- | ------------------------------------------ | ----- |
| M.D. Smoky River No 130           |       | 0,00                         | Route 49 – Valleyview, Rivière-la-Paix     |       |
| M.D. Smoky River No 130           | 21,50 | Route 747 sud – Sunset House |                                            |       |
| Comté de Big Lakes                |       | 27,40                        | Route 2 – McLennan, High Prairie, Edmonton |       |
|                                   |       |                              |                                            |       |

## Segment Grimshaw
La route 2A, nommée Route 2A:36 par le Alberta Transportation, débute à la jonction avec la route 2 à Grimshaw et prend fin dans la localité de Roma Junction, 2 km (1 mi) à l'ouest de l'Aéroport de Peace River et 13 km (8 mi) à l'ouest de Rivière-la-Paix.

### Intersections majeures
| Municipalité rurale / spécialisée | Ville    | km    | Destinations                                                      | Notes |
| --------------------------------- | -------- | ----- | ----------------------------------------------------------------- | ----- |
| M.D. Peace No 135                 | Grimshaw | 0,00  | Route 2 vers Route 35 – Fairview, Grande Prairie, Rivière-la-Paix |       |
| M.D. Peace No 135                 |          | 11,40 | Route 2 – Grimshaw, Rivière-la-Paix, Edmonton                     |       |
|                                   |          |       |                                                                   |       |